# Salva Ruiz
Salvador Ruiz Rodríguez, noto semplicemente come Salva Ruiz (Albal, 17 maggio 1995), è un calciatore spagnolo, difensore del Castellón.

## Caratteristiche tecniche
È un terzino sinistro.

## Carriera

### Club
Cresciuto nel settore giovanile del Valencia, ha esordito in prima squadra il 28 novembre 2012 disputando l'incontro di Coppa del Re vinto 3-1 contro lo Llagostera. Impiegato principalmente con la squadra riserve, ha collezionato 99 presenze dal 2011 al 2017, periodo nel quale è stato ceduto in prestito a Tenerife e Granada (con cui ha disputato due incontri nella Liga.
Rimasto inattivo per tutta la stagione 2016-2017 a causa di un anemia aplastica, il 10 gennaio 2018 è stato ceduto a titolo definitivo con opzione di riacquisto al Maiorca, con cui ha firmato un contratto di un anno e mezzo. L'8 febbraio 2019 il Valencia ha attivato la clausola, cedendo però il giocatore al Deportivo La Coruña nella seguente sessione di mercato.

### Nazionale
Ha giocato nelle nazionali giovanili spagnole Under-16, Under-17, Under-19, Under-20 ed Under-21.

## Statistiche
Statistiche aggiornate al 17 luglio 2020.

### Presenze e reti nei club
| Stagione                 | Squadra                  | Campionato               | Campionato | Campionato | Coppe nazionali | Coppe nazionali | Coppe nazionali | Coppe continentali | Coppe continentali | Coppe continentali | Altre coppe | Altre coppe | Altre coppe | Totale | Totale | Totale |
| Stagione                 | Squadra                  | Comp                     | Pres       | Reti       | Comp            | Pres            | Reti            | Comp               | Pres               | Reti               | Comp        | Pres        | Reti        | Pres   | Reti   |        |
| ------------------------ | ------------------------ | ------------------------ | ---------- | ---------- | --------------- | --------------- | --------------- | ------------------ | ------------------ | ------------------ | ----------- | ----------- | ----------- | ------ | ------ | ------ |
| 2011-2012                | Valencia Mestalla        | SDB                      | 19         | 1          |                 | -               | -               |                    | -                  | -                  |             | -           | -           | 19     | 1      |        |
| 2012-2013                | Valencia Mestalla        | SDB                      | 26         | 0          |                 | -               | -               |                    | -                  | -                  |             | -           | -           | 26     | 0      |        |
| 2012-2013                | Valencia                 | PD                       | 0          | 0          | CR              | 1               | 0               | UCL                | 0                  | 0                  |             | -           | -           | 1      | 0      |        |
| 2013-gen. 2014           | Tenerife                 | SD                       | 5          | 0          | CR              | 1               | 0               |                    | -                  | -                  |             | -           | -           | 6      | 0      |        |
| gen.-giu. 2014           | Valencia Mestalla        | SDB                      | 14         | 0          |                 | -               | -               |                    | -                  | -                  |             | -           | -           | 14     | 0      |        |
| 2014-2015                | Valencia Mestalla        | SDB                      | 35         | 1          |                 | -               | -               |                    | -                  | -                  |             | -           | -           | 35     | 1      |        |
| 2015-2016                | Granada                  | PD                       | 2          | 0          | CR              | 2               | 0               |                    | -                  | -                  |             | -           | -           | 4      | 0      |        |
| 2016-2017                | Valencia Mestalla        | SDB                      | 0          | 0          |                 | -               | -               |                    | -                  | -                  |             | -           | -           | 0      | 0      |        |
| 2017-gen. 2018           | Valencia Mestalla        | SDB                      | 5          | 0          |                 | -               | -               |                    | -                  | -                  |             | -           | -           | 5      | 0      |        |
| Totale Valencia Mestalla | Totale Valencia Mestalla | Totale Valencia Mestalla | 99         | 2          |                 | -               | -               |                    | -                  | -                  |             | -           | -           | 99     | 2      |        |
| gen.-giu. 2018           | Maiorca                  | SDB                      | 9          | 0          | CR              | 0               | 0               |                    | -                  | -                  |             | -           | -           | 9      | 0      |        |
| 2018-2019                | Maiorca                  | SD                       | 19         | 0          | CR              | 0               | 0               |                    | -                  | -                  |             | -           | -           | 19     | 0      |        |
| Totale Maiorca           | Totale Maiorca           | Totale Maiorca           | 28         | 0          |                 | 0               | 0               |                    | -                  | -                  |             | -           | -           | 28     | 0      |        |
| 2019-2020                | Deportivo La Coruña      | SD                       | 24         | 0          | CR              | 1               | 0               |                    | -                  | -                  |             | -           | -           | 25     | 0      |        |
| Totale carriera          | Totale carriera          | Totale carriera          | 158        | 2          |                 | 5               | 0               |                    | -                  | -                  |             | -           | -           | 163    | 2      |        |

## Palmarès

### Club

#### Competizioni nazionali
- Primera Federación: 1

Castellón: 2023-2024